# Municipio de Pleasant Grove (condado de Floyd)
El municipio de Pleasant Grove (en inglés: Pleasant Grove Township) es un municipio ubicado en el condado de Floyd en el estado estadounidense de Iowa. En el año 2010 tenía una población de 193 habitantes y una densidad poblacional de 2,07 personas por km².

## Geografía
El municipio de Pleasant Grove se encuentra ubicado en las coordenadas 42°57′3″N 92°43′54″O / 42.95083, -92.73167. Según la Oficina del Censo de los Estados Unidos, el municipio tiene una superficie total de 93.03 km², de la cual 93,03 km² corresponden a tierra firme y (0 %) 0 km² es agua.

## Demografía
Según el censo de 2010, había 193 personas residiendo en el municipio de Pleasant Grove. La densidad de población era de 2,07 hab./km². De los 193 habitantes, el municipio de Pleasant Grove estaba compuesto por el 100 % blancos. Del total de la población el 0 % eran hispanos o latinos de cualquier raza.